# 豊浜郷

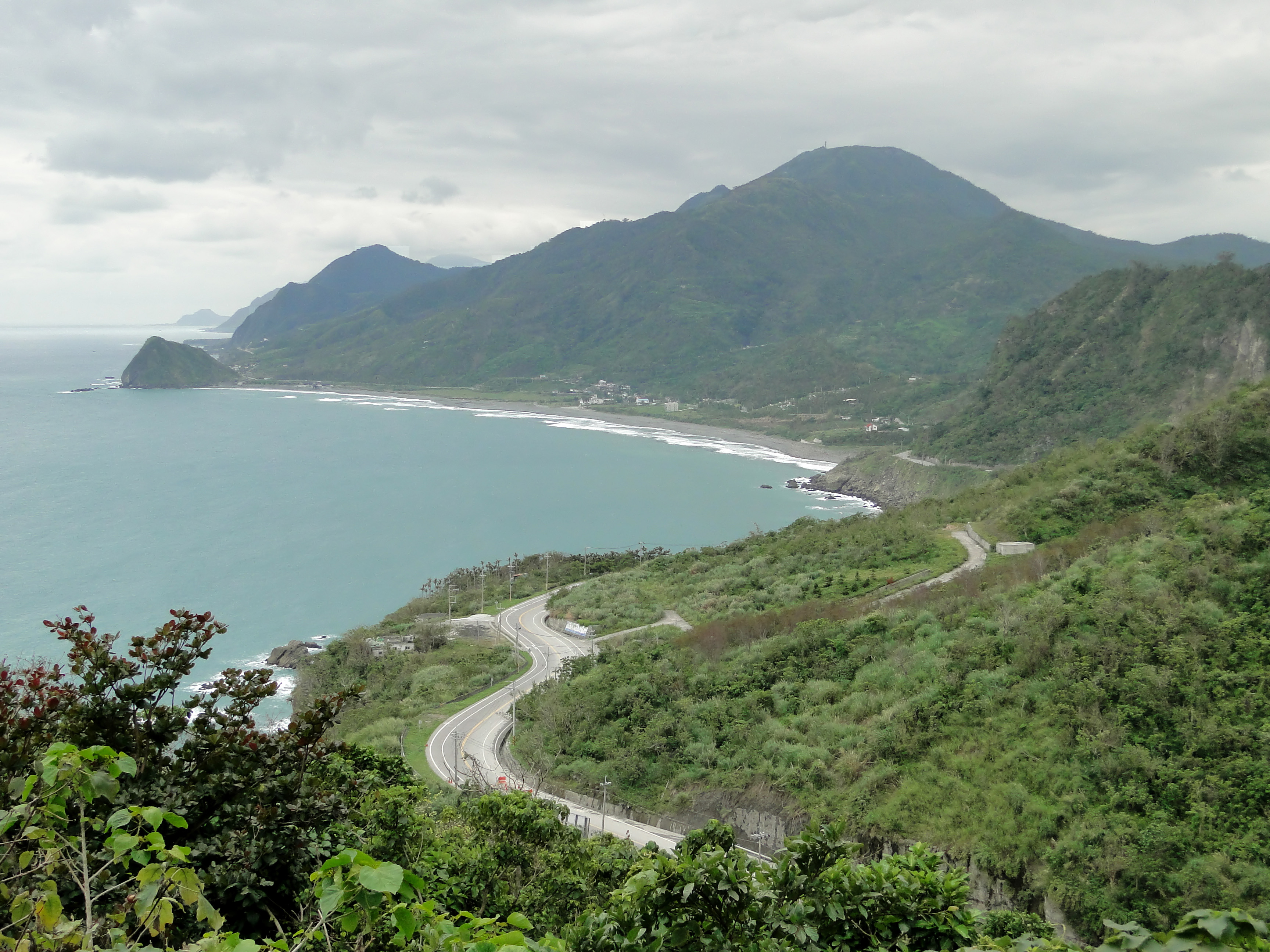
芭崎展望台から望む磯崎海岸

豊浜郷（フォンビン/ほうひん/とよはま-きょう）は台湾花蓮県の郷。

## 地理
豊浜郷は花蓮県東部の沿岸部に位置し、北は寿豊郷と、西は鳳林鎮、光復郷、瑞穂郷、玉里鎮と、南は台東県長浜郷とそれぞれ接し、東は太平洋に面している。県内で人口規模が最も小さい郷鎮である。海岸山脈と太平洋の間に位置し、景観は重要な観光資源となっている。住民は原住民であるアミ族が大部分を占め、カヴァラン族も居住している。

## 行政区
| 村                                     |
| -------------------------------------- |
| 磯崎村、新社村、豊浜村、港口村、静浦村 |

## 歴代郷長
| 代 | 氏名 | 任期 |
| -- | ---- | ---- |

## 教育

### 国民中学
- 花蓮県立豊浜郷豊浜国民中学

### 国民小学
- 花蓮県立豊浜郷豊浜国民小学
- 花蓮県立豊浜郷豊港国民小学
- 花蓮県立豊浜郷新社国民小学
- 花蓮県立豊浜郷新社国民小学磯崎分校
- 花蓮県立豊浜郷静浦国民小学

## 交通
| 種別 | 路線名称 | その他 |
| ---- | -------- | ------ |
| 省道 | 台11甲線 |        |

## 観光
- 磯崎（中国語版）海水浴場
- 親不知子断崖（海盜洞）
- 石門洞
- 長虹橋（中国語版）
- 石梯坪（中国語版）のホエールウォッチング
- 月洞
- 北回帰線標塔
- 秀姑巒渓
- 芭崎